# Kudal
Kudal es una ciudad censal situada en el distrito de Sindhudurg en el estado de Maharashtra (India). Su población es de 16.015 habitantes (2011). Se encuentra a orillas del río Karli, a 113 km de Kolhapur.

## Demografía
Según el censo de 2011 la población de Kudal era de 16.015 habitantes, de los cuales 8071 eran hombres y 7944 eran mujeres. Kudal tiene una tasa media de alfabetización del 89,92%, superior a la media estatal del 82,34%: la alfabetización masculina es del 91,50%, y la alfabetización femenina del 88,32%.